# Warscheneck
Warscheneck – szczyt w paśmie Totes Gebirge, części Północnych Alp Wapiennych. Leży w Austrii w kraju związkowym Górna Austria. Szczyt można zdobyć ze schroniska Zeller Hütte i Dümlerhütte.